# Trachymene longipedunculata
Trachymene longipedunculata är en flockblommig växtart som beskrevs av Maconochie. Trachymene longipedunculata ingår i släktet Trachymene och familjen flockblommiga växter. Inga underarter finns listade i Catalogue of Life.